# 岐阜市北西部体育館
岐阜市北西部体育館（ぎふしほくせいぶたいいくかん）は、岐阜県岐阜市則松2丁目にある体育館である。

## 概要
- 1990年（平成2年）8月開館。
- 指定管理者制度を導入しており、技研サービスが管理運営する[1]。

## 施設
1階
- 会議室
- 卓球場
- 競技場

広さは1,224㎡
バスケットボール2面、バレーボール2面、バドミントン8面、テニス2面の使用が可能
2階
- 観覧席（固定席240席）

## 利用案内
- 住所：岐阜県岐阜市則松2丁目65-2
- 開館時間：9:00〜21:00
- 休館日：月曜日、年末年始（12月29日〜1月3日）

## 交通アクセス
- 岐阜バス黒野線「犬塚」バス停より徒歩約8分。
  - 名鉄岐阜駅（名鉄岐阜のりば）・岐阜駅（JR岐阜駅バスターミナル）より、【C46】「西秋沢」、【C47】「本巣市役所」、【C48】「宝珠ハイツ」行き

※【C49】「谷汲山」も利用できるが、毎月18日のみの運行。

## 周辺施設
- 岐阜刑務所
- 岐阜市則松球場
- 西郷郵便局
- 西岐阜駅